# 弘前市
弘前市（ひろさきし）は、青森県西部にある市。日本で最初に市制を施行した都市の一つである。青森県の中南地域に属する。
弘前藩の城下町として発展し、津軽地方の中心都市として、周辺自治体に広がる人口約30万人（2010年）の弘前都市圏を形成している。青森県唯一の国立大学である弘前大学が設置されている。

## 概要
人口では青森市、八戸市に次ぐ県内3番目の都市。江戸時代は城下町として栄えた。明治になると陸軍第八師団が駐屯する軍都および旧制弘前高校が所在する学都としての性格を帯びるようになった。第二次世界大戦後、第八師団は解散。陸上自衛隊弘前駐屯地は所在するものの軍都としての機能は大きく減じた。一方、新制大学として弘前大学が開設され、私立大学も複数所在し（弘前学院大学など）、現在も学園都市としての性格を保ち続けている。また、計量特定市に指定されている。
弘前市は、りんごの生産量が全国一で約25%を占め、りんごにこだわる街づくりを目指している。「りんご色のまちHIROSAKI」をキャッチフレーズとしているほか、アップルパイの名物化をめざしてコンテストの開催や名店マップ作成などに取り組んでいる。また、弘前公園で開催される弘前さくらまつりや弘前城も全国的に知られており、「お城とさくらとりんごのまち」のフレーズは古くから使われている（市の木として「りんご」、市の花として「さくら」を選定している）。
8月には、国の重要無形民俗文化財に指定されている「弘前ねぷたまつり」が開催される。例年100万人以上の人出があり、弘前市を代表する夏祭りとなっている。

## 地理

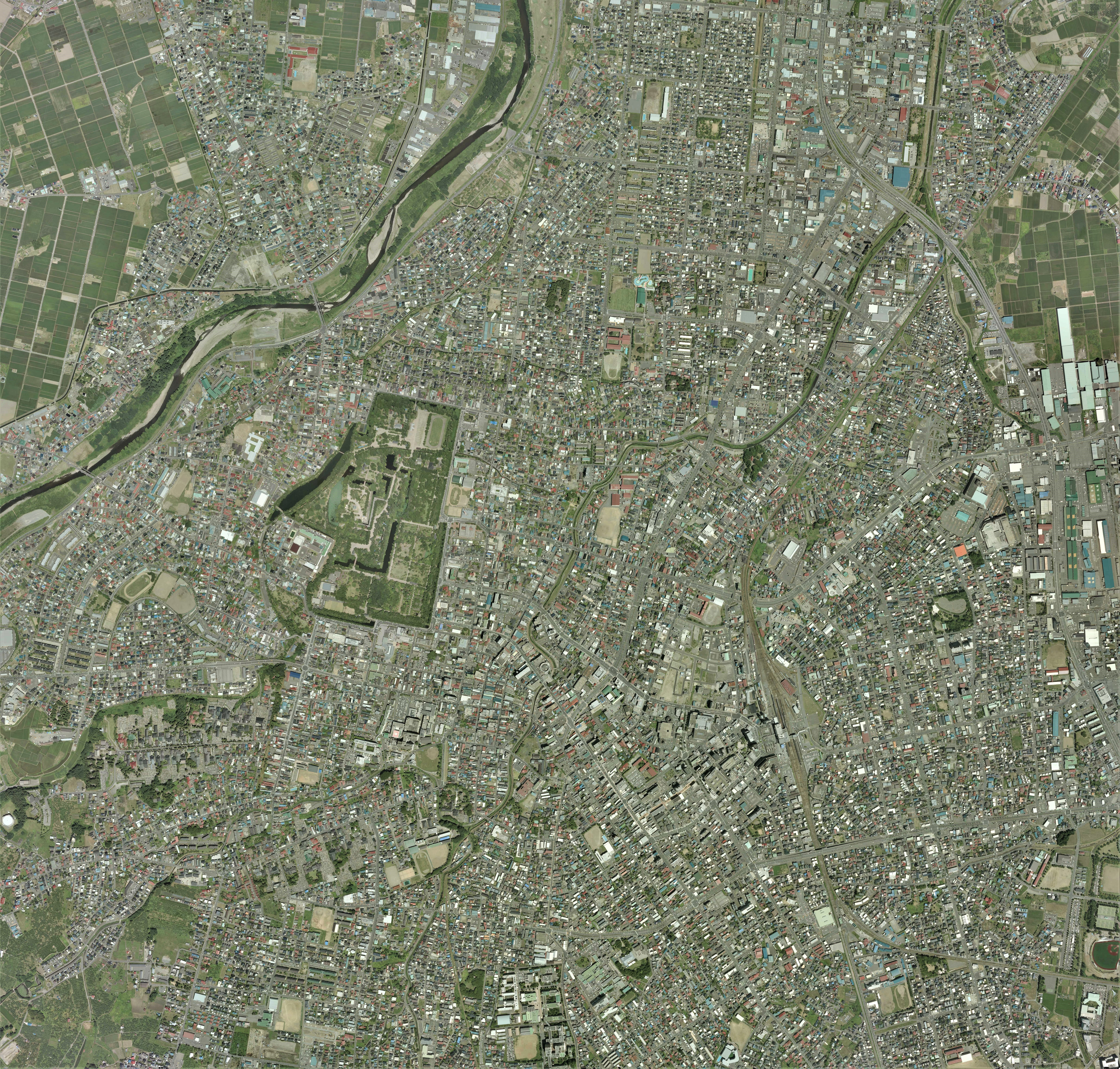
弘前市中心市街地周辺の空中写真。2016年撮影の6枚を合成作成。
。

- 山：岩木山、久渡寺山、棺森、尾開山、堂ケ平山、森山、高館山、高長根山、荒神山
- 川：岩木川、平川、土淵川

### 気候
| 弘前（1991年 - 2020年）の気候 | 弘前（1991年 - 2020年）の気候 | 弘前（1991年 - 2020年）の気候 | 弘前（1991年 - 2020年）の気候 | 弘前（1991年 - 2020年）の気候 | 弘前（1991年 - 2020年）の気候 | 弘前（1991年 - 2020年）の気候 | 弘前（1991年 - 2020年）の気候 | 弘前（1991年 - 2020年）の気候 | 弘前（1991年 - 2020年）の気候 | 弘前（1991年 - 2020年）の気候 | 弘前（1991年 - 2020年）の気候 | 弘前（1991年 - 2020年）の気候 | 弘前（1991年 - 2020年）の気候 |
| 月                            | 1月                           | 2月                           | 3月                           | 4月                           | 5月                           | 6月                           | 7月                           | 8月                           | 9月                           | 10月                          | 11月                          | 12月                          | 年                            |
| ----------------------------- | ----------------------------- | ----------------------------- | ----------------------------- | ----------------------------- | ----------------------------- | ----------------------------- | ----------------------------- | ----------------------------- | ----------------------------- | ----------------------------- | ----------------------------- | ----------------------------- | ----------------------------- |
| 最高気温記録 °C （°F）        | 12.5 (54.5)                   | 17.8 (64)                     | 23.8 (74.8)                   | 28.0 (82.4)                   | 33.3 (91.9)                   | 33.7 (92.7)                   | 36.4 (97.5)                   | 39.3 (102.7)                  | 36.7 (98.1)                   | 28.6 (83.5)                   | 24.2 (75.6)                   | 18.0 (64.4)                   | 39.3 (102.7)                  |
| 平均最高気温 °C （°F）        | 1.7 (35.1)                    | 2.5 (36.5)                    | 6.7 (44.1)                    | 14.3 (57.7)                   | 20.3 (68.5)                   | 23.9 (75)                     | 27.4 (81.3)                   | 28.8 (83.8)                   | 24.9 (76.8)                   | 18.4 (65.1)                   | 11.3 (52.3)                   | 4.4 (39.9)                    | 15.4 (59.7)                   |
| 日平均気温 °C （°F）          | −1.5 (29.3)                   | −1.0 (30.2)                   | 2.3 (36.1)                    | 8.6 (47.5)                    | 14.3 (57.7)                   | 18.3 (64.9)                   | 22.3 (72.1)                   | 23.5 (74.3)                   | 19.4 (66.9)                   | 12.9 (55.2)                   | 6.5 (43.7)                    | 0.8 (33.4)                    | 10.6 (51.1)                   |
| 平均最低気温 °C （°F）        | −4.6 (23.7)                   | −4.6 (23.7)                   | −1.8 (28.8)                   | 3.2 (37.8)                    | 8.9 (48)                      | 13.7 (56.7)                   | 18.2 (64.8)                   | 19.3 (66.7)                   | 14.9 (58.8)                   | 8.2 (46.8)                    | 2.2 (36)                      | −2.4 (27.7)                   | 6.3 (43.3)                    |
| 最低気温記録 °C （°F）        | −13.5 (7.7)                   | −16.2 (2.8)                   | −10.4 (13.3)                  | −5.9 (21.4)                   | −1.1 (30)                     | 4.2 (39.6)                    | 6.8 (44.2)                    | 11.0 (51.8)                   | 6.0 (42.8)                    | −0.4 (31.3)                   | −6.8 (19.8)                   | −11.6 (11.1)                  | −16.2 (2.8)                   |
| 降水量 mm （inch）            | 125.5 (4.941)                 | 99.9 (3.933)                  | 82.3 (3.24)                   | 65.8 (2.591)                  | 66.3 (2.61)                   | 71.9 (2.831)                  | 115.3 (4.539)                 | 140.7 (5.539)                 | 136.3 (5.366)                 | 107.7 (4.24)                  | 113.7 (4.476)                 | 130.1 (5.122)                 | 1,255.3 (49.421)              |
| 降雪量 cm （inch）            | 221 (87)                      | 185 (72.8)                    | 116 (45.7)                    | 6 (2.4)                       | 0 (0)                         | 0 (0)                         | 0 (0)                         | 0 (0)                         | 0 (0)                         | 0 (0)                         | 17 (6.7)                      | 147 (57.9)                    | 679 (267.3)                   |
| 平均降水日数 （≥1.0 mm）      | 20.3                          | 18.0                          | 15.2                          | 11.2                          | 9.3                           | 8.3                           | 9.5                           | 10.4                          | 10.7                          | 12.9                          | 16.2                          | 20.1                          | 161.8                         |
| 平均月間日照時間              | 44.3                          | 65.7                          | 119.5                         | 182.9                         | 204.4                         | 182.3                         | 159.3                         | 184.5                         | 158.3                         | 140.8                         | 90.0                          | 52.9                          | 1,585.1                       |
| 出典：気象庁                  |                               |                               |                               |                               |                               |                               |                               |                               |                               |                               |                               |                               |                               |

最高気温極値:39.3℃（2023年8月10日）
最低気温極値:-16.2℃  (1978年2月17日）
最深積雪記録:160 cm（2025年2月23日）
日降水量:243mm（1977年8月5日）

### 隣接している自治体
- 青森県
  - つがる市
  - 平川市
  - 中津軽郡：西目屋村
  - 南津軽郡：大鰐町・藤崎町・田舎館村
  - 北津軽郡：板柳町・鶴田町
  - 西津軽郡：鰺ヶ沢町
- 秋田県
  - 大館市

## 歴史

### 江戸時代まで
津軽氏が治める弘前藩の城下町として栄えた。
- 1603年（慶長08年） - 堀越城主津軽為信が鷹岡（高岡、現・弘前）に築城を計画。
- 1609年（慶長14年） - 為信の死去により、2代藩主津軽信枚が築城計画を継ぐ。為信の菩提寺革秀寺を建立する。
- 1610年（慶長15年） - 鷹岡城の築城工事が開始される。
- 1611年（慶長16年） - 鷹岡城完成。寺社・家臣団・商人が移住する。
- 1627年（寛永04年） - 落雷により、鷹岡城の天守が炎上し内部の火薬に引火して大爆発、5層6階の天守、本丸御殿、諸櫓を焼失する。
- 1628年（寛永05年） - 鷹岡を、信枚の帰依する天海大僧正が名付けた弘前と改称する。
- 1650年（慶安03年） - 寺町の寺院を南溜池の南側に移す（前年5月の寺町大火による）。
- 1661年（寛文元年） - 4代藩主津軽信政が山鹿素行に入門。6月3日、初めて入国し、藩日記の記録始まる。
- 1682年（天和02年） - 樋ノ口川（現・弘前城跡西濠）を溜め切り、駒越川（岩木川）一筋とする。
- 1710年（宝永07年） - 信政没す。遺命により岩木山麓に埋葬し、社殿を建て高照霊社（明治初年高照から高岡と改称）とする。
- 1808年（文化05年） - 10万石に昇格する。
- 1809年（文化06年） - 支藩の黒石藩が成立。
- 1811年（文化08年） - 御三階櫓（天守代用）完成する。

### 明治から第二次世界大戦まで
- 1871年（明治04年）7月14日 - 廃藩置県により弘前県設置。
- 1871年（明治04年）9月 - 弘前県が青森県となり現在の規模になる。県庁が青森市に移転。
- 1872年（明治05年）11月27日 - 私立東奥義塾設立。
- 1873年（明治06年）10月1日 - 朝陽小学校完成。
- 1877年（明治10年）8月 - 西洋りんごが本県において初成り。
- 1878年（明治11年）3月 - 第五十九国立銀行開設（県内最初の銀行）。
- 1878年（明治11年）10月30日 - 青森県での郡区町村編制法施行により、津軽郡のうち弘前城下ほか1町111村の区域に行政区画としての中津軽郡が発足し、郡役所が弘前城下に設置される。
- 1883年（明治16年）8月 - 弘前農具会社設立。
- 1889年（明治22年）4月1日 - 全国30市とともに市制施行（県内初）し、弘前城下の大部分（紙漉町を除く[注 2]）の区域をもって弘前市が発足。市制施行時の人口は3万1375人・世帯数は6240世帯[4]。
- 1894年（明治27年）12月1日 - 奥羽本線弘前駅 - 青森駅間開通。
- 1895年（明治28年）5月21日 - 弘前公園が市民に一般開放される。
- 1898年（明治31年）10月 - 東北地方北半を管区とする第8師団が設置される。
- 1900年（明治33年） - 市章を卍に制定。
- 1901年（明治34年） - 市立弘前病院設置。
- 1906年（明治39年）3月22日 - 弘前市立図書館（堀江佐吉らによる洋風建築）竣工[5]。
- 1906年（明治39年）5月10日 - 弘前市立図書館開館[6]。
- 1909年（明治42年）6月1日 - 市内に電話開通。
- 1910年（明治43年）4月1日 - 県立工業学校（現・弘前工業高校）開校。
- 1918年（大正07年）5月7日 - 第一回観桜会（さくらまつり）開催。
- 1921年（大正10年）4月16日 - 官立弘前高等学校開校
- 1923年（大正12年）7月1日 - 県立工業試験場開設
- 1927年（昭和02年）9月7日 - 弘南鉄道弘前駅 - 尾上駅間開通[7]。
- 1928年（昭和3年）4月1日 - 清水村大字紙漉町、並びに大字富田の一部（字吉田野、高田野、名屋場、富野、大野、寒ノ沢の全部及び字清水野、富山、桔梗野、桔梗流、童子森、寺田の一部）を編入。（大字富田の残部は後年清水富田と呼ばれる。）
- 1935年（昭和10年）8月22日 - 集中豪雨のため市内で浸水家屋多数。馬屋町、田茂木町は全町床上、床下浸水[8]。
- 1936年（昭和11年）1月1日 - 弘前駅を含む和徳村大字和徳の全部、大字高崎字岩井の一部、大字堅田字富田の一部を編入。
- 1938年（昭和13年）2月21日 - NHK弘前放送局開局。

### 第二次世界大戦後
- 1947年（昭和22年）8月11日 - 昭和天皇の戦後巡幸。弘前市公会堂が行在所（宿泊所）となった[9]。翌日、弘前城前奉迎場で市民が万歳による奉迎を行う[10]。
- 1949年（昭和24年）
  - 4月10日 - 津軽病院で火災。死者10人[11]。
  - 5月31日 - 弘前大学設置。
- 1955年（昭和30年）3月1日 - 中津軽郡清水村、和徳村、豊田村、堀越村、千年村、藤代村、新和村、船沢村、高杉村、裾野村、東目屋村を編入。東目屋地区が飛地となる。
- 1956年（昭和31年）8月31日 - 岩木村大字駒越の一部（河東地区と呼ばれた、字宮本、川原田、南袋）を編入。
- 1957年（昭和32年）1月15日 - 「弘前市民の歌」発表（制定主体は「藩祖為信公350年祭協賛会」で公式な市民歌とはされていないが、新設合併後も引き続き「市の推奨歌」として扱われている）。
- 1957年（昭和32年）9月1日 - 南津軽郡石川町を編入。
- 1960年（昭和35年）12月1日 - 弘前市立図書館が下白銀町1-6に移転。これまでの図書館施設は、旧弘前市立図書館として保存。
- 1961年（昭和36年） - 観桜会をさくらまつりに改称。
- 1962年（昭和37年） - 弘前市民会館完成。
- 1964年（昭和39年） - 第一回菊ともみじまつり開催。
  - 3月15日 - 旧石川町の一部（大字森山の全部、大字小金崎字桜ノ木の一部、大字八幡館の字角田、泉田、川原の一部を除くほぼ全域、大字鯖石字一本柳、浅瀬渕、広田）を南津軽郡大鰐町に編入。（面積5.1㎡、世帯数290余戸、人口1418人）
- 1977年（昭和52年） 
  - - 第一回弘前城雪燈籠まつり開催。
  - 10月1日 - 昭和天皇が第32回国民体育大会開催に合わせ弘前市役所、県りんご試験場、津軽塗団地協同組合会館などに行幸[12]。
- 1979年（昭和54年） - 弘前南部広域農道（アップルロード）、市内の東北自動車道開通。
- 1988年（昭和63年） - 砂沢遺跡で東日本最古（弥生時代前期）の水田跡が発見。
- 1989年（平成元年）4月1日 - 市制施行100周年を迎える。
- 1990年（平成02年） - 市制施行100周年の記念事業として追手門広場などが整備される。
- 1990年（平成02年）7月1日 - 追手門広場と弘前市立図書館の新施設が完成、共用開始[13]。
- 2006年（平成18年）2月27日 - 旧弘前市、中津軽郡岩木町、相馬村が新設合併し、新制による弘前市が発足。
- 2006年（平成18年）11月15日 - 新弘前市の市章「卍」、市の花「さくら」、市の木「りんご」を制定。
- 2011年（平成23年） - 弘前城落成から400年を迎え、年間を通して弘前城築城400年祭を開催。

## 行政

### 市長
- 櫻田宏（2018年4月16日就任、2期目）

| 代      | 氏名       | 就任日                    | 退任日                     | 備考 |
| ------- | ---------- | ------------------------- | -------------------------- | ---- |
| 1       | 菊池九郎   | 1889年（明治22年）5月     | 1890年（明治23年）6月      |      |
| 2       | 長尾義連   | 1890年（明治23年）6月     | 1891年（明治24年）4月      |      |
| 3       | 赤石行三   | 1891年（明治24年）4月     | 1896年（明治29年）9月      |      |
| 4 - 5   | 長尾義連   | 1896年（明治29年）11月7日 | 1905年（明治38年）4月      |      |
| 6       | 小山内鉄弥 | 1905年（明治38年）4月28日 | 1911年（明治44年）4月      |      |
| 7       | 菊池九郎   | 1911年（明治44年）4月28日 | 1913年（大正2年）8月       |      |
| 8       | 伊東重     | 1913年（大正2年）10月     | 1914年（大正3年）2月       |      |
| 9       | 長尾義連   | 1914年（大正3年）3月20日  | 1918年（大正7年）3月       |      |
| 10 - 11 | 石郷岡文吉 | 1918年（大正7年）6月3日   | 1926年（大正15年）6月      |      |
| 12      | 松下賢之進 | 1926年（大正15年）6月11日 | 1930年（昭和5年）6月       |      |
| 13      | 宮館貞一   | 1930年（昭和5年）7月11日  | 1933年（昭和8年）7月       |      |
| 14      | 成田徳之進 | 1933年（昭和8年）9月5日   | 1934年（昭和9年）6月18日   |      |
| 15      | 石郷岡文吉 | 1934年（昭和9年）6月18日  | 1938年（昭和13年）3月30日  |      |
| 16      | 乳井英夫   | 1938年（昭和13年）3月30日 | 1942年（昭和17年）3月      |      |
| 17      | 葛原運次郎 | 1942年（昭和17年）7月4日  | 1945年（昭和20年）12月27日 | 死去 |
| 18      | 岩淵勉     | 1946年（昭和21年）2月     | 1947年（昭和22年）4月      |      |

| 代      | 氏名     | 就任日                    | 退任日                    | 備考 |
| ------- | -------- | ------------------------- | ------------------------- | ---- |
| 19      | 岩淵勉   | 1947年（昭和22年）4月     | 1951年（昭和26年）4月     |      |
| 20      | 櫻田清芽 | 1951年（昭和26年）4月27日 | 1955年（昭和30年）4月     |      |
| 21      | 岩淵勉   | 1955年（昭和30年）4月30日 | 1956年（昭和31年）1月14日 | 死去 |
| 22 - 26 | 藤森睿   | 1956年（昭和31年）2月18日 | 1976年（昭和51年）2月     |      |
| 27 - 30 | 福士文知 | 1976年（昭和51年）2月     | 1992年（平成4年）2月      |      |
| 31 - 34 | 金沢隆   | 1992年（平成4年）2月      | 2006年（平成18年）4月     |      |

| 代    | 氏名     | 就任日                    | 退任日                    | 備考 |
| ----- | -------- | ------------------------- | ------------------------- | ---- |
| 1     | 相馬錩一 | 2006年（平成18年）4月16日 | 2010年（平成22年）4月15日 |      |
| 2 - 3 | 葛西憲之 | 2010年（平成22年）4月16日 | 2018年（平成30年）4月15日 |      |
| 4 - 5 | 櫻田宏   | 2018年（平成30年）4月16日 | 現職                      |      |

#### 市長選挙
2018年（平成30年）4月8日 最終投票率：53.40%
| 候補者名 | 当   | 政党   | 推薦 | 得票   |
| -------- | ---- | ------ | ---- | ------ |
| 櫻田宏   | 当選 | 無所属 |      | 44,603 |
| 葛西憲之 |      | 無所属 |      | 28,739 |
| 畑山聡   |      | 無所属 |      | 4,537  |

2014年（平成26年）4月13日 最終投票率：38.35%
| 候補者名 | 当   | 政党       | 推薦 | 得票   |
| -------- | ---- | ---------- | ---- | ------ |
| 葛西憲之 | 当選 | 無所属     |      | 45,315 |
| 千葉浩規 |      | 日本共産党 |      | 10,165 |

2010年（平成22年）4月11日 最終投票率：58.06%
| 候補者名 | 当   | 政党   | 推薦 | 得票   |
| -------- | ---- | ------ | ---- | ------ |
| 葛西憲之 | 当選 | 無所属 |      | 51,699 |
| 相馬錩一 |      | 無所属 |      | 34,314 |

### 庁舎

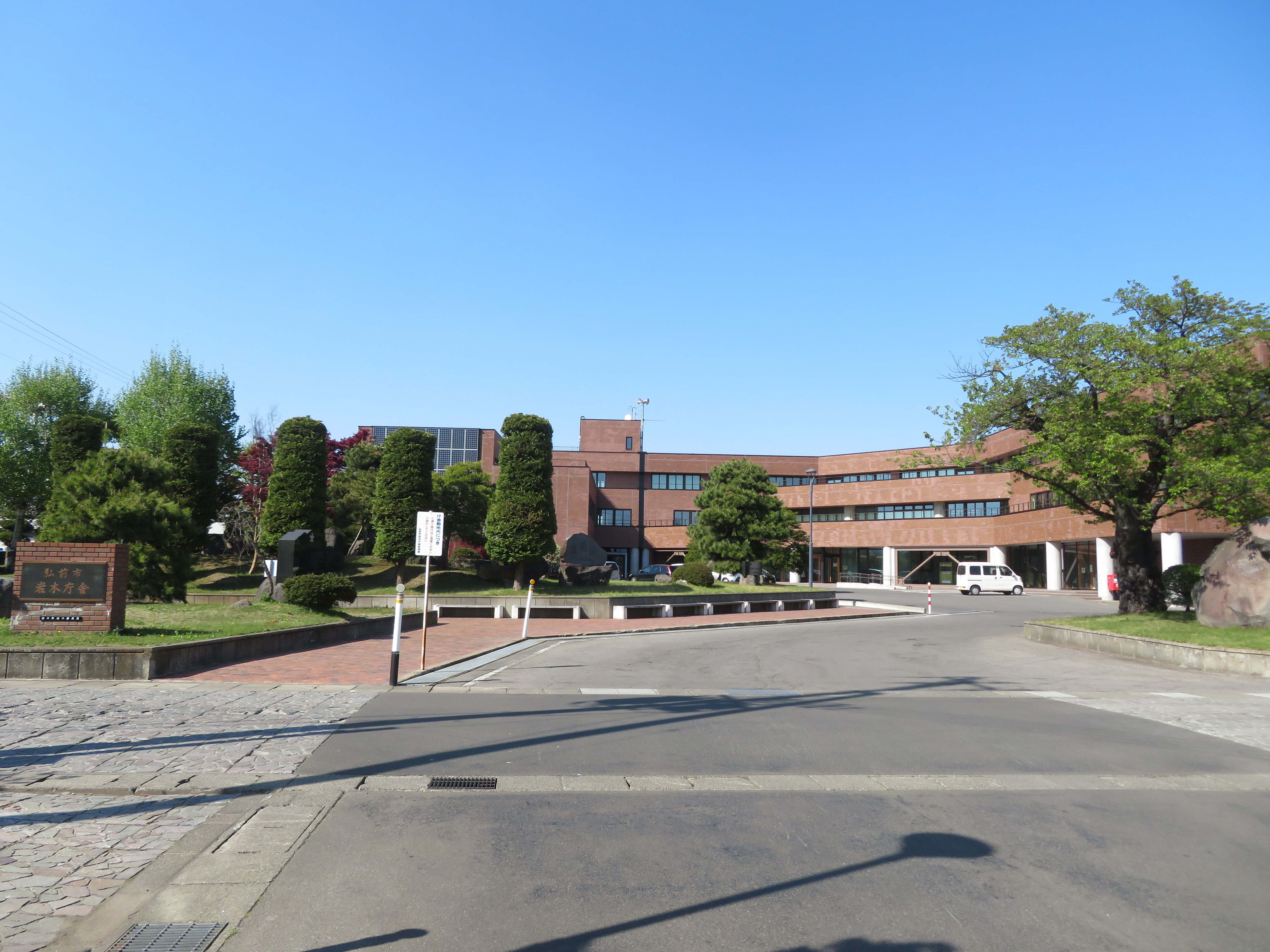
岩木庁舎

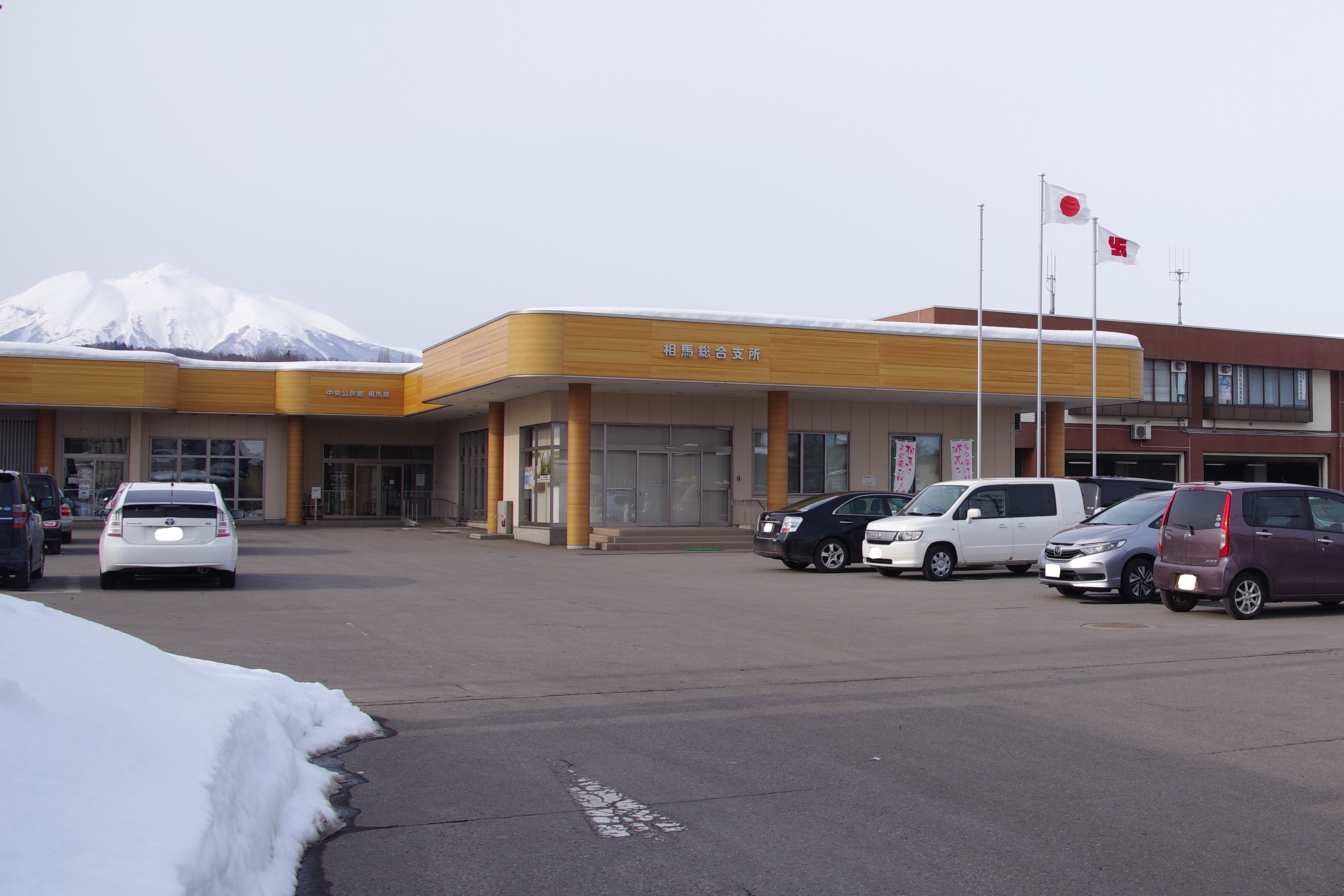
相馬庁舎

- 弘前市役所
  - 岩木庁舎（旧・岩木町役場）
  - 相馬庁舎（旧・相馬村役場）

### 出張所・分室
- 東目屋出張所
- 船沢出張所
- 高杉出張所
- 裾野出張所
- 新和出張所
- 石川出張所
- 市民課駅前分室
- 市民課城東分室

### 広報
- 広報誌
  - 広報ひろさき[18]
  - 農業ひろさき[19]
  - 市議会だより[20]
- 広報番組
  - えがお弘前“ビタミンHi”（RAB（青森放送）、ATV（青森テレビ）、ABA（青森朝日放送）の持ち回り制作で2ヶ月に1回放送）[21]
  - 市政みみより情報（FM APPLE WAVE、月 - 金 7:30 - 7:35、17:15 - 17:20）
  - 行政なんでも情報（FM APPLE WAVE、月 - 金 11:30 - 11:40）

## 立法

### 弘前市議会
- 定数：28名[22]
- 任期：2019年（令和元年）5月1日 - 2023年（令和5年）4月30日
- 議長：清野一榮（木揚公明、7期）
- 副議長：小田桐慶二（木揚公明、4期）

| 会派名     | 議席数 | 議員名（◎は代表）                                                    |
| ---------- | ------ | -------------------------------------------------------------------- |
| 創和会     | 7      | ◎尾﨑寿一、蒔苗博英、野村 太郎、木村隆洋、石山敬、蛯名正樹、福士文敏 |
| 木場公明   | 6      | ◎鶴ケ谷慶市、下山文雄、清野一榮、工藤光志、小田桐慶二、外崎勝康      |
| 弘新会     | 4      | ◎一戸兼一、宮本隆志、田中元、三上秋雄                                |
| 日本共産党 | 3      | ◎越明男、石田久、小西勇一                                            |
| 滄洸会     | 3      | ◎松橋武史、佐藤哲、齋藤豪                                            |
| さくら未来 | 2      | ◎今泉昌一、竹内博之                                                  |
| 無所属     | 3      | 石岡千鶴子                                                           |
| 無所属     | 3      | 坂本崇                                                               |
| 無所属     | 3      | 成田大介                                                             |

2012年9月21日、市議会9月定例会の最終日において、定数を34から28とする条例案が可決され、2015年の市議選から適用された。

### 青森県議会（弘前市選挙区）
- 青森県議会構成市町村：弘前市、西目屋村
- 定数：6名
- 任期：2019年（令和元年）4月30日 - 2023年（令和5年）4月29日

| 氏名     | 会派名     | 当選回数 |
| -------- | ---------- | -------- |
| 岡元行人 | 自由民主党 | 5        |
| 川村悟   | 青和会     | 4        |
| 安藤晴美 | 日本共産党 | 4        |
| 齊藤爾   | 自由民主党 | 3        |
| 谷川政人 | 自由民主党 | 2        |
| 鶴賀谷貴 | 民主連合   | 1        |

2019年5月1日現在。

### 衆議院
- 選挙区：青森県第3区（弘前市、五所川原市、 黒石市、つがる市、平川市、南津軽郡、北津軽郡、西津軽郡、中津軽郡）
- 任期 ： 2021年（令和3年）10月31日 - 2025年（令和7年）10月30日（「第49回衆議院議員総選挙」参照）

| 議員名   | 党派名     | 当選回数 | 備考   |
| -------- | ---------- | -------- | ------ |
| 木村次郎 | 自由民主党 | 2        | 選挙区 |

## 経済

### 商業
- 駅前・大町
  - アプリーズ（駅ビル）
  - ヒロロ HIRORO（駅前再開発ビル）- 1994〜2005年はダイエー、2009年10月まではジョッパルとして営業していた。再建し、2013年7月27日にオープン。
- 土手町
  - 弘前中央食品市場（2022年3月31日閉店[23]）
  - ルネスアリー
- 城東
  - さくら野百貨店弘前店
  - いとくアルカディア店
  - 城東タウンプラザ
  - コジマNEW弘前店
  - ケーズデンキ弘前本店
  - TSUTAYA弘前店
  - Power Depot弘前店
  - ニトリ弘前店
- その他の地区・複数店舗
  - 佐藤長
    - さとちょう 松森町店
    - さとちょう 小比内店
    - さとちょう 大原店
    - さとちょう 相馬店
    - さとちょう 高杉店
    - さとちょう 浜の町店
    - さとちょう 城東店
    - さとちょう 岩木店
    - さとちょう ヒロロ店
    - さとちょう 下町店
    - スーパーさとちょう 樹木店
（ヱスヱス商事）

  - 魚三水産
  - コープあおもり
  - ユニバース
    - ユニバース弘前堅田店
    - ユニバース弘前城東店
    - ユニバース弘前南大町店
    - ユニバース弘前松原店
    - Uマート桔梗野店

  - 紅屋商事
    - ベニーマート松原店
    - カブセンター

  - 業務スーパー
  - イオンタウン安原ショッピングセンター
  - イオンタウン弘前樋の口
    - ザ・サンワ
    - マックスバリュ

  - ヤマダデンキ
  - サンデー
  - DCMホーマック

※ マルエス主婦の店は閉店後、弘前市内の一部店舗がユニバース（Uマート）に引き継がれた。

### メディア
- 陸奥新報社
- 東奥日報社弘前支社
- エフエムアップルウェーブ（FM APPLE WAVE コミュニティFM局）
- NHK青森放送局弘前支局
- 青森放送弘前支社
- 青森テレビ弘前支社
- 青森朝日放送弘前支社
- エフエム青森弘前支局
- 弘前経済新聞

### 金融機関
銀行
- 青森みちのく銀行（弘前営業部は弘前相互銀行の旧本店である）
- 秋田銀行弘前支店

政策金融機関
- 日本政策金融公庫弘前支店（弘前支店は、国民生活部門のみ）

協同組織金融機関
- 東奥信用金庫（本店所在地）
- 青い森信用金庫弘前支店をはじめ、市内に数カ所の拠点を置いている
- 青森県信用組合弘前支店
- 東北労働金庫弘前支店
- JAバンクの各拠点

証券会社
- SMBC日興証券弘前支店

### 生活協同組合
- 全労済弘前支所

### 農業
- りんご - 弘前市の「木」。市役所にりんご農産課のように、りんごの名前のつく部署がある。
- 米

#### 農業協同組合
- つがる弘前農業協同組合（JAつがる弘前）
- 津軽みらい農業協同組合（JA津軽みらい）
- 相馬村農業協同組合（JA相馬村）

### フリーペーパー
- VIVA弘前（2014年廃刊）

## 郵便
市内では日本郵便が郵便事業を行っている。以下は日本郵便の市内における拠点一覧。

### 直営郵便局
- 弘前郵便局〔集配局〕（84002）
- 裾野郵便局〔集配局〕（84062）
- 相馬郵便局〔集配局〕（84080）
- 岩木郵便局〔集配局〕（84083）
- 弘前本町郵便局（84041）
- 弘前富田郵便局（84058）
- 国吉郵便局（84065）
- 弘前笹森町郵便局（84076）
- 高杉郵便局（84088）
- 弘前鷹匠町郵便局（84089）
- 弘前大清水郵便局（84091）
- 百沢郵便局（84092）
- 弘前浜ノ町郵便局（84099）
- 弘前茂森町郵便局（84104）
- 石川郵便局（84113）
- 弘前駅前郵便局（84141）
- 新和郵便局（84175）

- 鬼沢郵便局（84176）
- 弘前境関郵便局（84189）
- 船沢郵便局（84193）
- 弘前亀甲町郵便局（84208）
- 弘前小沢郵便局（84214）
- 弘前品川町郵便局（84219）
- 弘前紙漉町郵便局（84223）
- 弘前三世寺郵便局（84233）
- 弘前桔梗野町郵便局（84236）
- 弘前松原郵便局（84245）
- 弘前堅田郵便局（84248）
- 悪戸郵便局（84252）
- 弘前松ヶ枝郵便局（84256）
- 弘前城西郵便局（84258）
- 弘前城南郵便局（84270）
- 弘前末広郵便局（84285）
- 弘前城東郵便局（84291）

### 簡易郵便局
- 鳥井野簡易郵便局（84702）
- 嶽簡易郵便局（84718）
- 向駒越簡易郵便局（84737）
- 十腰内簡易郵便局（84757）
- 一丁木簡易郵便局（84762）
- 小友簡易郵便局（84775）
- 大沢簡易郵便局（84785）
- 乳井簡易郵便局（84789）

## 姉妹都市・提携都市

### 国内
- 斜里町（北海道斜里郡）（2006年（平成18年）11月15日）
1807年（文化4年）の弘前藩士による北方警備が縁で友好都市提携。背景は「津軽藩士殉難事件」参照。
- 太田市（群馬県）（2006年（平成18年）11月15日）
1600年（慶長5年）の関ヶ原の戦いの功績により、太田市尾島地域（旧新田郡尾島町）が弘前藩の領地になったことが縁で友好都市提携。

## 地域

### 中心市街地

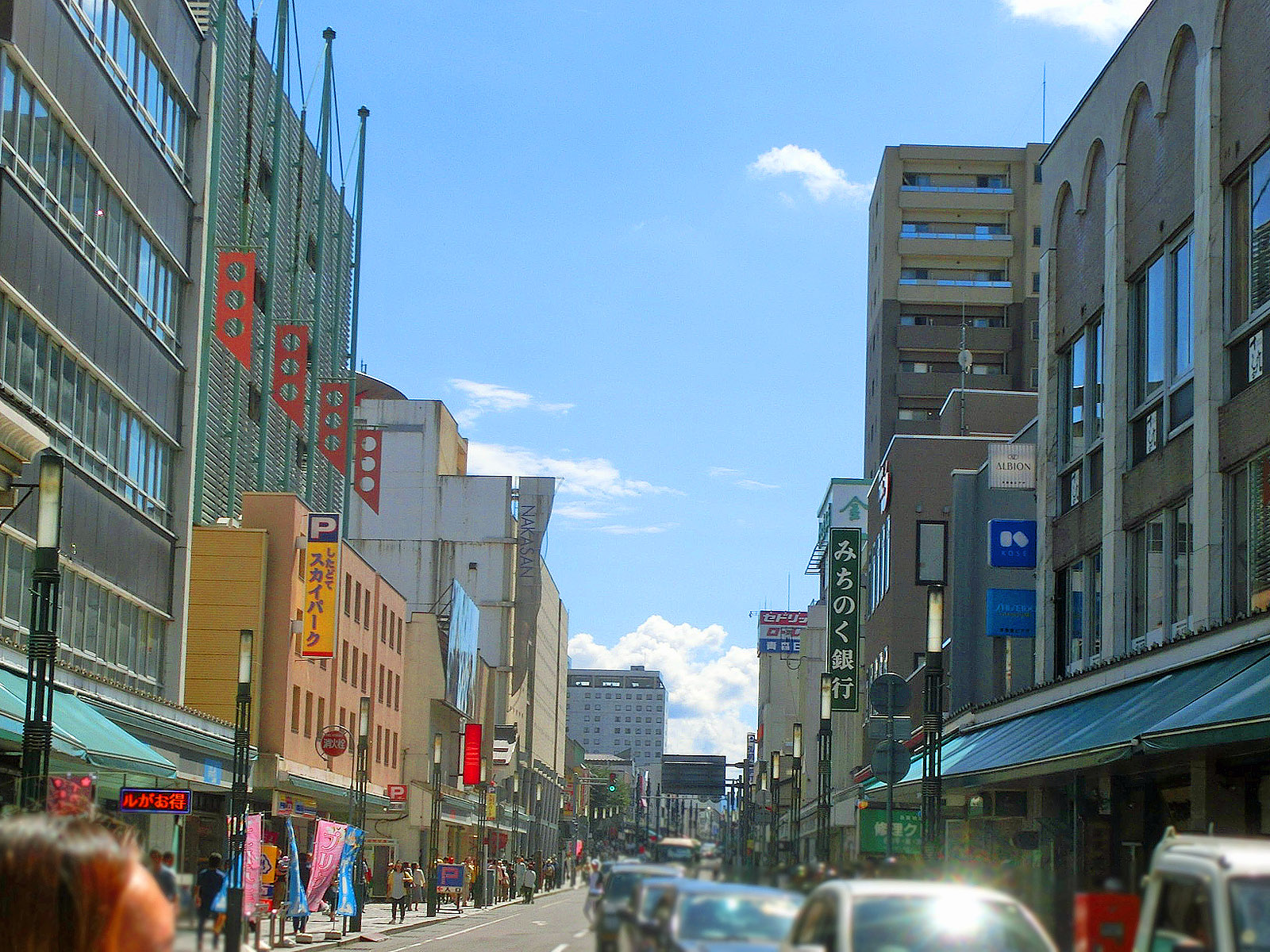
明治時代からの市街地 土手町

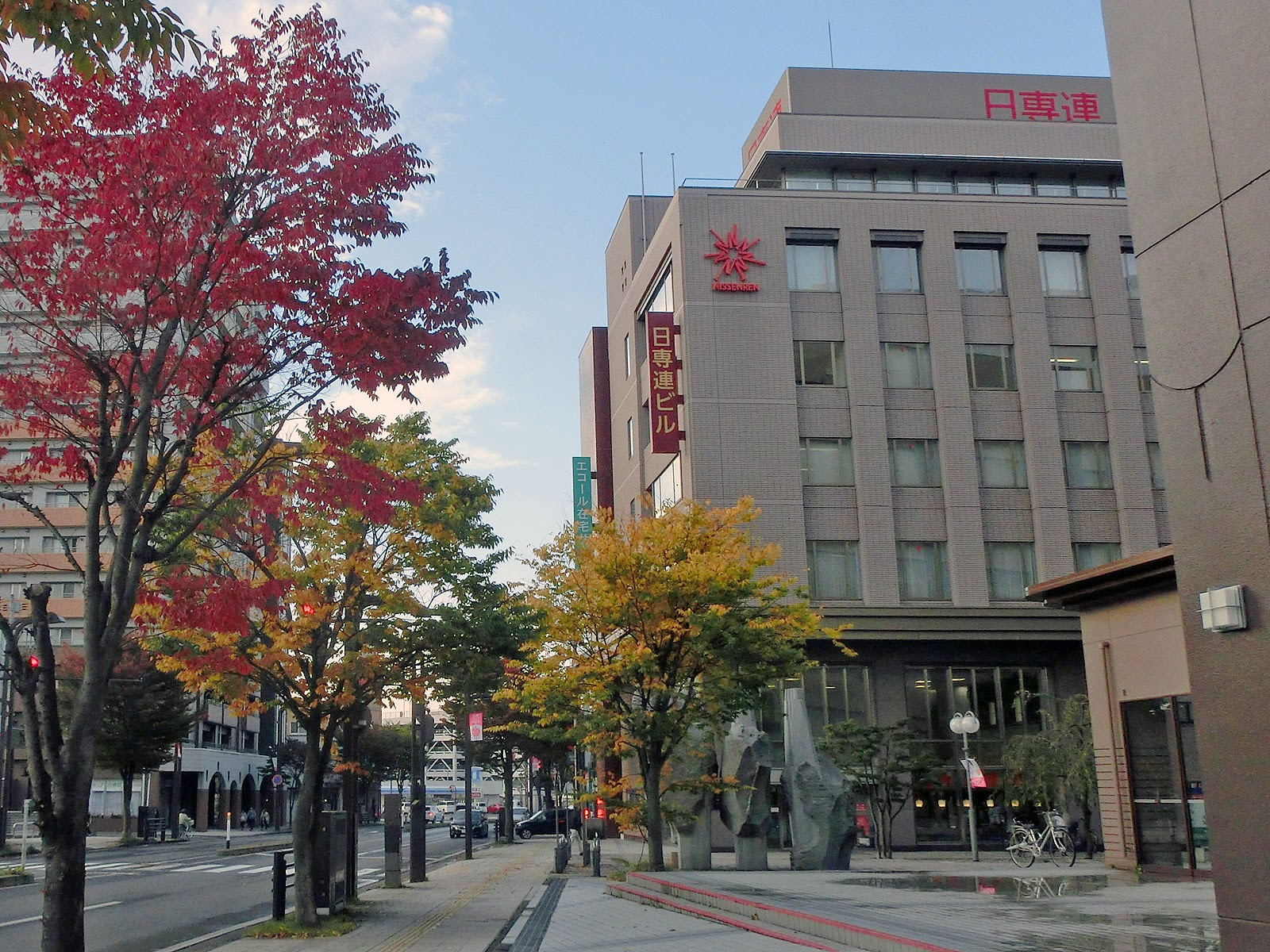
戦後以降の市街地 駅前地区（写真は駅前町）

弘前市の中心市街地は、藩政時代に築かれた城下町の町割りを原型に発展した。
1894年（明治27年）、奥羽本線の停車駅として弘前駅が開業すると、城下町から弘前駅に向かって市街地が拡大し、1898年（明治31年）の陸軍第八師団の軍施設が設置・整備されたことで、市街地は南へ拡大した。
2015年（平成27年）の時点で、弘前市内は土手町を中心とした半径2.5kmの範囲 にまとまりのある市街地が形成されている。
中でも藩政時代から商業が栄え、明治時代に商店街化した土手町周辺と、官設鉄道の弘前駅が開業したことで開発が始まり、戦後は再開発を繰り返しながら商業地化した弘前駅前地区（表町、駅前町、駅前、大町など）という2つのエリアを中心に、百貨店や駅ビルなどの商業施設や飲食店が集中している。
また、弘前公園周辺（特に上白銀町と下白銀町）は、弘前市役所や青森地方検察庁弘前支部、青森地方裁判所弘前支部などの施設が存在する官公庁街を形成しており、駅前と土手町、官公庁街という3つのエリアを結ぶように100円バス（土手町循環100円バス）が運行されている。

#### 土手町

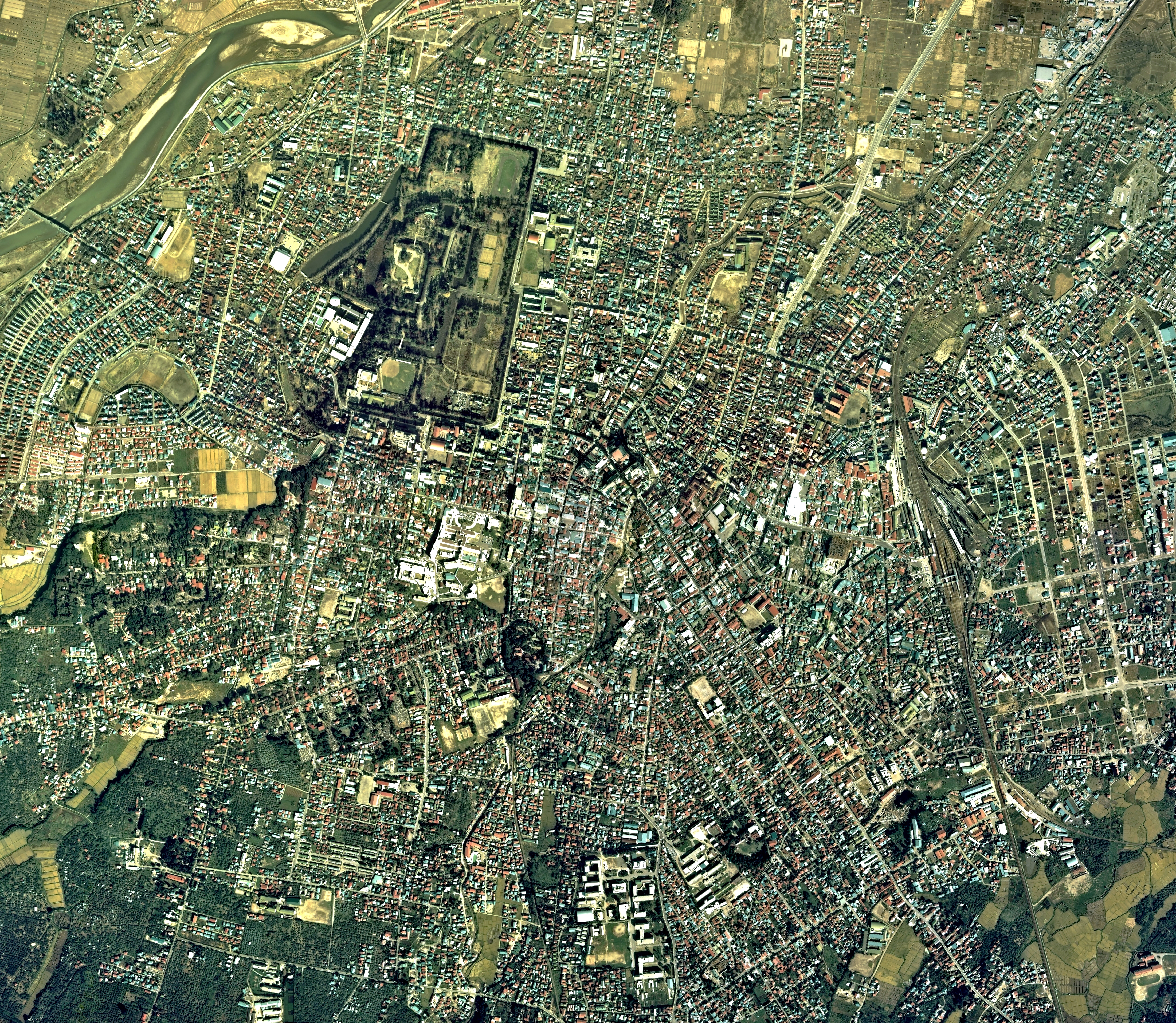
弘前市中心市街地周辺の空中写真。1975年撮影の8枚を合成作成。
。

土手町とその周辺は、藩政時代から参勤交代時の羽州街道に通じる道として町家が形成され、明治時代になると商店街化された。
藩政時代には、本町が弘前城下の中心街的地位にあったが、1907年（明治40年）頃には陸軍第8師団の設置による人口増加、購買力の変化等の影響で、中心商店街的地位が土手町に移っている。
大正時代には、東北地方初のデパート「かくは宮川」が土手町に開店するなど、近代的な都市文化が花開いた。
1950年代には弘前電気鉄道大鰐線が開業。この路線の終点である中央弘前駅が、土手町からほど近い吉野町に開業すると、中央駅周辺の鍛冶町は歓楽街として発展した。
さらに、1960年代以降は「カネ長武田百貨店」、五所川原市から進出した「中三百貨店」などの百貨店が土手町に店を構えるようになり、土手町とその周辺は弘前市内でも有数の商業集積地域となった結果、現在に至るまで弘前市内の中心市街地に位置付けられている。

#### 弘前駅前

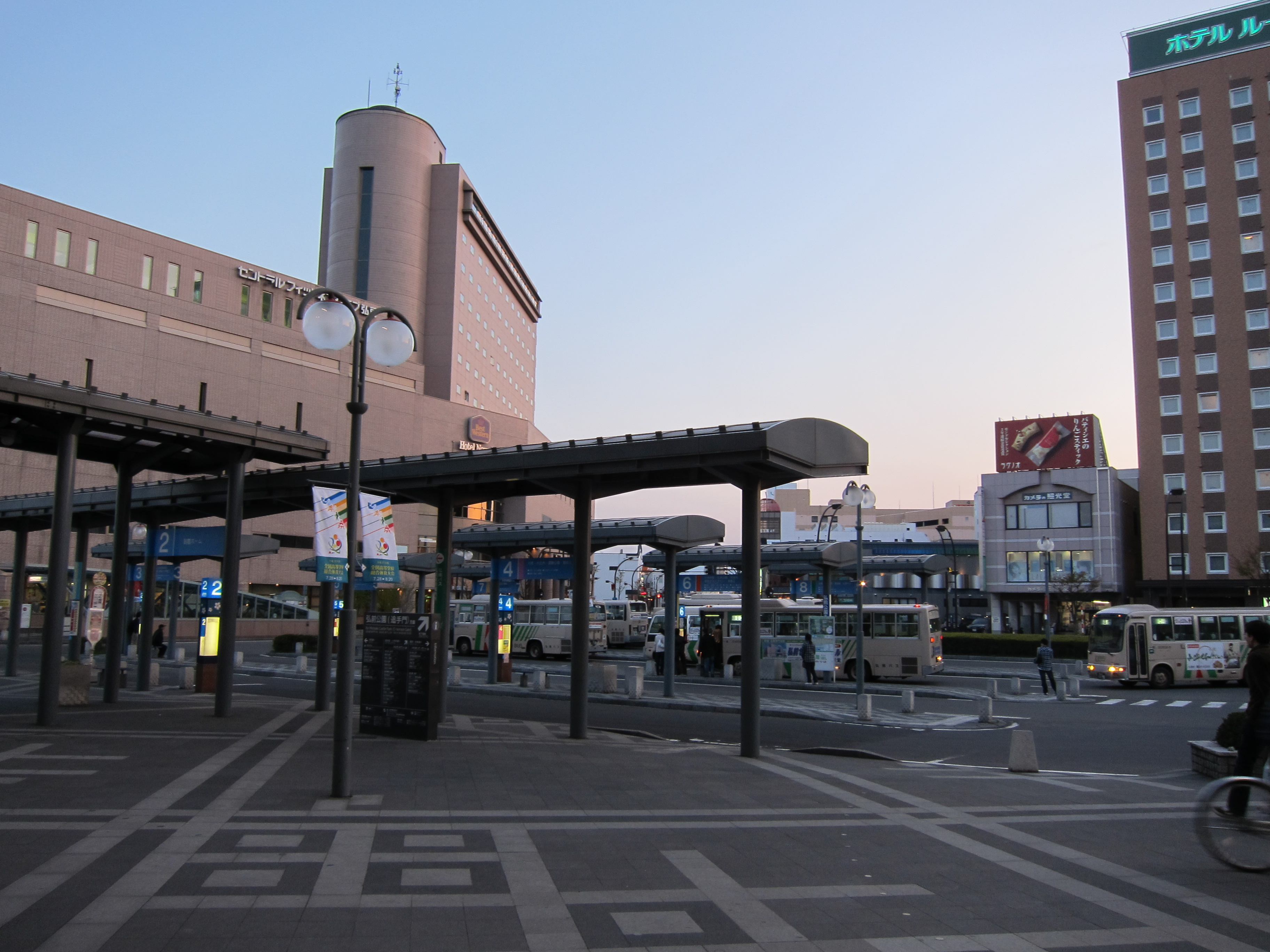
JR弘前駅中央口前の様子

JR弘前駅を中心とする弘前駅前は、明治時代に官設鉄道の駅である弘前駅が開業したことで開発が始まった。その後、陸軍第8師団司令部設置による軍施設が整備されたことにより、市街地が南部に拡大した。
戦後は、駅前に小売店舗中心の商店街が形成されたが、1979年（昭和54年）、闇市時代以来の街並みが残る駅前地区に対して市民からの批判が高まった ことで、駅前地区の土地区画整理事業が始まった。事業がきっかけで小売店は姿を消し、代わりに大規模なホテルや、イトーヨーカドー弘前店などの商業施設が建ち並ぶようになった。
1980年代から1990年代にかけて、駅前地区には駅ビルやショッパーズ弘前（現:ヒロロ）などの商業施設が開業し、現在の駅前地区は弘前市内の交通・物販・飲食などの複合的中心地として機能している。

#### 旧岩木町
2006年（平成18年）2月27日、弘前市と合併した旧岩木町は、青森県道3号弘前岳鰺ケ沢線に沿うように市街地が形成され、賀田地区周辺と、岩木川沿いの東部市街地という2つの市街地を有している。

### 人口
平成27年国勢調査より前回調査からの人口増減をみると、3.30％減の177,411人であり、増減率は県下40市町村中5位。
| |                                        |  |
| 弘前市と全国の年齢別人口分布（2005年） | 弘前市の年齢・男女別人口分布（2005年） |  |
| ■紫色 ― 弘前市 ■緑色 ― 日本全国 | ■青色 ― 男性 ■赤色 ― 女性              |  |
| 弘前市（に相当する地域）の人口の推移 \| 1970年（昭和45年） \| 174,644人 \| \| \| 1975年（昭和50年） \| 181,565人 \| \| \| 1980年（昭和55年） \| 192,291人 \| \| \| 1985年（昭和60年） \| 192,989人 \| \| \| 1990年（平成2年） \| 191,217人 \| \| \| 1995年（平成7年） \| 194,197人 \| \| \| 2000年（平成12年） \| 193,217人 \| \| \| 2005年（平成17年） \| 189,043人 \| \| \| 2010年（平成22年） \| 183,473人 \| \| \| 2015年（平成27年） \| 177,411人 \| \| \| 2020年（令和2年） \| 168,466人 \| \| |                                        |  |
| 総務省統計局 国勢調査より |                                        |  |
| 1970年（昭和45年） | 174,644人                              |  |
| 1975年（昭和50年） | 181,565人                              |  |
| 1980年（昭和55年） | 192,291人                              |  |
| 1985年（昭和60年） | 192,989人                              |  |
| 1990年（平成2年） | 191,217人                              |  |
| 1995年（平成7年） | 194,197人                              |  |
| 2000年（平成12年） | 193,217人                              |  |
| 2005年（平成17年） | 189,043人                              |  |
| 2010年（平成22年） | 183,473人                              |  |
| 2015年（平成27年） | 177,411人                              |  |
| 2020年（令和2年） | 168,466人                              |  |

### 健康
- 弘前総合保健センター
- 岩木保健福祉センター
- 国立病院機構弘前病院
- 弘前市立病院
- 弘前大学医学部附属病院

### 警察
- 弘前警察署
  - 弘前駅前交番
  - 中央交番
  - 城東交番
  - 桝形交番
  - 桜ケ丘駐在所
  - 石川駐在所
  - 南駐在所
  - 城西駐在所
  - 宮園駐在所
  - 船沢駐在所
  - 藤代駐在所
  - 高杉駐在所
  - 新和駐在所
  - 裾野駐在所
  - 岩木駐在所
  - 相馬駐在所
  - 弘前自動車運転免許試験場

### 消防
- 弘前地区消防事務組合
  - 弘前消防署
  - 東消防署

### 教育

#### 大学
- 国立大学
  - 弘前大学
- 私立大学
  - 弘前学院大学
  - 弘前医療福祉大学
  - 柴田学園大学

#### 短期大学
- 私立短期大学
  - 柴田学園大学短期大学部
  - 弘前医療福祉大学短期大学部

#### 専修学校
- 私立専修学校
  - 青森県ヘアアーチスト専門学校
  - サンモードスクールオブデザイン
  - S.K.K.情報ビジネス専門学校

#### 高等学校
- 公立（県立）高等学校
  - 弘前高等学校
  - 弘前中央高等学校
  - 弘前南高等学校
  - 弘前実業高等学校
  - 弘前工業高等学校
- 私立高等学校
  - 東奥義塾高等学校
  - 弘前学院聖愛高等学校
  - 柴田学園大学附属柴田学園高等学校
  - 弘前東高等学校

#### 中学校
- 国立中学校
  - 弘前大学教育学部附属中学校 - 学園町

| - 公立（市立）中学校 - 第一中学校 - 和徳町 - 第二中学校 - 平岡町 - 第三中学校 - 豊原一丁目 - 第四中学校 - 樹木五丁目 - 第五中学校 - 川先二丁目 - 東目屋中学校 - 桜庭字清水流 - 東中学校 - 末広三丁目 - 南中学校 - 原ケ平字山中 | - - 裾野中学校 - 十面沢字湯ヶ森 - 新和中学校 - 種市字小島 - 北辰中学校 - 高杉字五反田 - 船沢中学校 - 富栄字浅井名 - 石川中学校 - 石川字庄司川添 - 津軽中学校 - 五代早稲田 - 相馬中学校 - 紙漉沢字山越 |

- 私立中学校
  - 聖愛中学校 - 原ケ平字山元

#### 小・中併設校
- 常盤野小中学校 - 常盤野湯の沢

#### 小学校
- 国立小学校
  - 弘前大学教育学部附属小学校 - 学園町

| - 公立（市立）小学校 - 朝陽小学校 - 在府町 - 和徳小学校 - 代官町 - 時敏小学校 - 宮園一丁目 - 自得小学校 - 鬼沢字菖蒲沢 - 青柳小学校 - 悪戸字村元 - 豊田小学校 - 豊田一丁目 - 千年小学校 - 小栗山字川合 - 小沢小学校 - 大開二丁目 - 福村小学校 - 福村字林元 - 石川小学校 - 石川字庄司川添 - 城西小学校 - 新町 - 堀越小学校 - 門外一丁目 - 船沢小学校 - 細越字早稲田 - 致遠小学校 - 浜の町北一丁目 | - - 三省小学校 - 中崎字野脇 - 新和小学校 - 青女子字桜苅 - 東目屋小学校 - 桜庭字清水流 - 桔梗野小学校 - 桔梗野二丁目 - 第三大成小学校 - 富田町 - 城東小学校 - 大久保字西田 - 大和沢小学校 - 狼森字天王 - 高杉小学校 - 高杉字神原 - 文京小学校 - 中野一丁目 - 西小学校 - 茜町三丁目 - 松原小学校 - 松原東二丁目 - 東小学校 - 城東中央五丁目 - 北小学校 - 青山三丁目 - 大成小学校 - 御幸町 - 岩木小学校 - 五代字前田 - 相馬小学校 - 黒滝字二ノ松本 - 裾野小学校 - 十面沢字轡 |

※以下は廃校。
- - 草薙小学校 - 大森字宇田浦（2016年に裾野小学校を統合新設）
  - 修斉小学校 - 十面沢字赤坂（同上）
  - 弥生小学校 - 弥生字弥生平（2014年に船沢小学校へ統合）
  - 百沢小学校 - 百沢字寺沢（2018年に岩木小学校へ統合）
  - 小友小学校 - 小友字宇田野（2021年に新和小学校へ統合）
  - 三和小学校 - 三和字川合（同上）

#### 特別支援学校
- 国立特別支援学校（国立大学法人）
  - 弘前大学教育学部附属特別支援学校 - 富野町
- 公立（県立）特別支援学校
  - 青森県立弘前聾学校 - 原ケ平
  - 青森県立弘前第一養護学校 - 中別所字平山
  - 青森県立弘前第二養護学校 - 中別所字向野

#### 幼稚園
- 国立幼稚園
  - 弘前大学教育学部附属幼稚園
- 法人立・私立：10園

#### 学校教育以外の施設

##### 保育所
- 公立（市立）保育園
  - 弘前保育所
  - 十腰内保育所　(閉鎖・閉園)
  - 弥生保育所
  - 笹舘保育所
  - 常盤野保育所
  - 百沢保育所
  - 相馬保育所
- 法人立・私立：69施設

##### 図書館
- 弘前市立図書館
  - 弘前市立弘前図書館〔追手門広場内、下白銀町〕[29]
  - 弘前市立岩木図書館〔賀田〕
  - 弘前市立相馬ライブラリ〔五所〕
  - こども絵本の森〔駅前町〕

##### 職業訓練施設
- 弘前調理共同高等職業訓練校
- 弘前職業能力開発校
- 弘前和裁高等職業訓練校

### 施設

#### 文化施設

##### 博物館・資料館

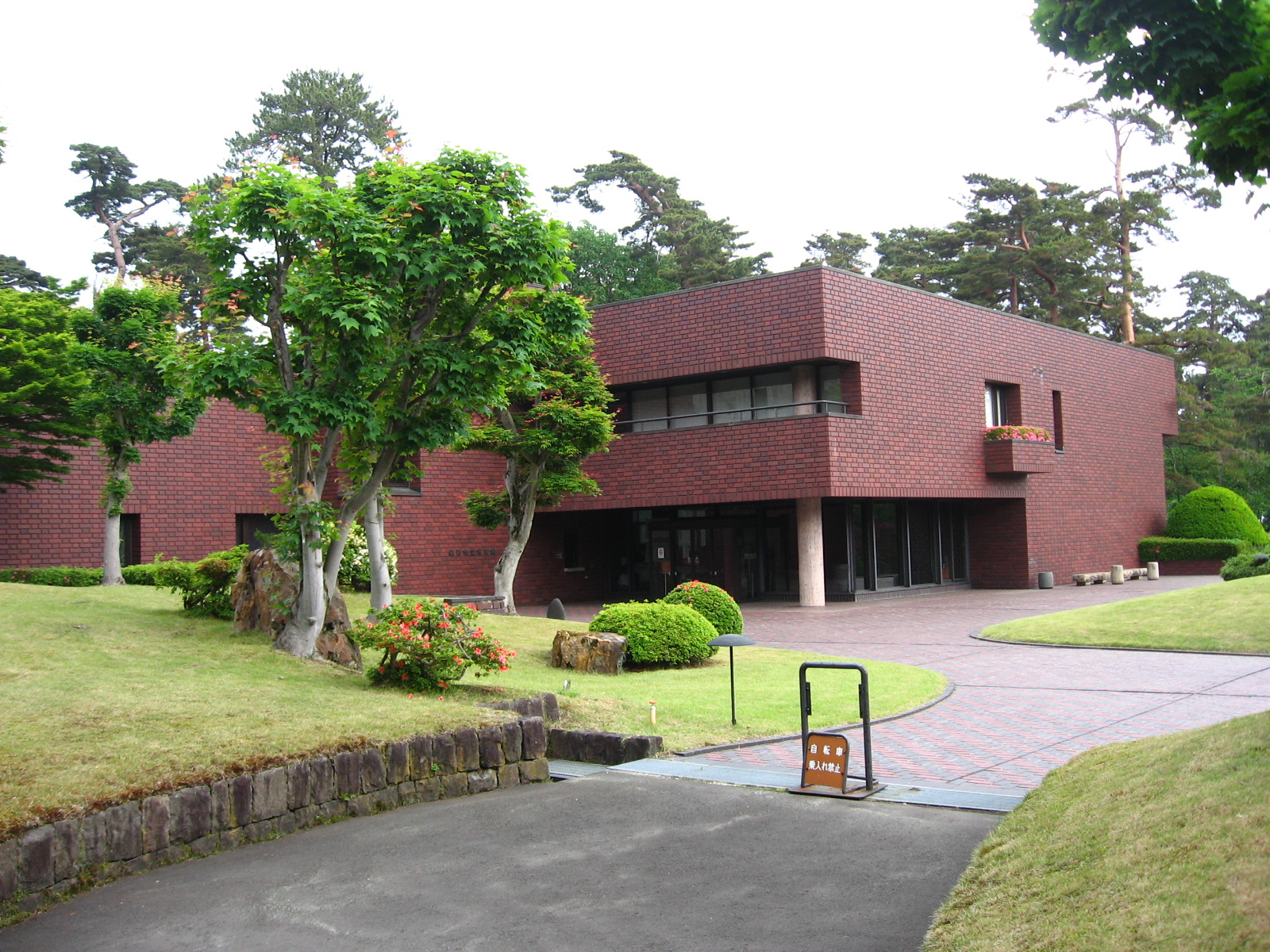
弘前市立博物館

- 弘前市立博物館〔弘前公園内、下白銀町〕登録博物館
- 弘前城情報館〔弘前公園天守閣内、下白銀町〕[30]
- 弘前市立郷土文学館〔追手門広場内、下白銀町〕[31]
- 弘前大学資料館〔弘前大学内、文京町〕[32]
- 百石町展示館[33]
- 藤田記念庭園考古館〔上白銀町〕[34]
- 旧藤田家住宅（太宰治まなびの家）〔御幸町〕
- 青森銀行記念館〔元長町〕
- 高照神社宝物殿〔高岡字神馬野〕
- 鳴海要記念陶房館〔賀田字大浦〕[35]
- 高岡の森弘前藩歴史館〔高岡字獅子沢〕[36]

##### ホール
- 弘前市民会館（1,343席）
- 弘前文化センター（552席）[37]
- 岩木文化センター「あそべーる」（584席）[38]
- 市民文化交流館ホール（300席）[39]

##### 学習施設等
- 弘前市総合学習センター[40]
- 弘前市まちなか情報センター[41]
- 弘前市民参画センター[42]
- 駅前記念会館[43]

#### 体育施設
- 弘前市民体育館（五十石町）
- 弘前市運動公園（豊田）
  - 青森県武道館
  - 弘前市運動公園野球場（はるか夢球場）
  - 弘前市運動公園陸上競技場
  - 克雪トレーニングセンター
- 河西体育センター（石渡〕
- 笹森記念体育館（下白銀町）
- 弘前市B&G海洋センター（八幡町）[44]
- 弘前市岩木B&G海洋センター（兼平猿沢）[45]
- 新和地区体育文化交流センター
- 裾野地区体育文化交流センター
- 清水交流センター
- 宮川交流センター
- 金属町体育センター（金属町）
- 南冨田町体育センター（南富田町）
- 岩木青少年スポーツセンター
- 岩木川市民ゴルフ場
- サンライフ弘前
- すぱーく弘前（石渡）
- 城北ファミリープール（八幡町）
- 第2市民プール（中野）
- 第3市民プール（八幡町）
- 温水プール石川（小金崎字村元）
- 岩木山総合公園（百沢字裾野）
- 相馬ふれあい館

#### 公民館
- 中央公民館
- 中央公民館岩木館
- 中央公民館相馬館
- 東目屋公民館
- 和徳公民館
- 東部公民館
- 清水公民館
- 石川公民館
- 堀越公民館
- 千年公民館
- 船沢公民館
- 高杉公民館
- 裾野公民館
- 新和公民館
- 藤代公民館

## 交通

### 鉄道路線
- 中心となる駅：弘前駅
- 隣接市町村への連絡
  - 東日本旅客鉄道（JR東日本）：奥羽本線
  - 弘南鉄道：弘南線、大鰐線
- 県庁所在地への連絡：JR奥羽本線
- 広範囲な連絡：JR奥羽本線
  - 特急 つがる（秋田⇔青森）…新青森駅において東北新幹線「はやぶさ」に接続
- 駅
  - JR奥羽本線：石川駅 - 弘前駅 - 撫牛子駅
  - 弘南鉄道大鰐線：中央弘前駅 - 弘高下駅 - 弘前学院大前駅 - 聖愛中高前駅 - 千年駅 - 小栗山駅 - 松木平駅 - 津軽大沢駅 - 義塾高校前駅 - 石川駅 - 石川プール前駅
  - 弘南鉄道弘南線：弘前駅 - 弘前東高前駅 - 運動公園前駅 - 新里駅
- 過去に存在した駅
  - JR奥羽本線：和徳駅・大清水駅・門外駅（3駅とも1940年（昭和15年）11月1日廃止）
  - 弘南鉄道弘南線：小比内駅（1943年（昭和18年）2月25日廃止）

### 高速バス
弘前バスターミナルが中心となる。国土交通省東北運輸局の「東北運輸局管内の高速バス輸送実績」より2005年（平成17年）度の利用客数を付記
- 昼行便
  - ヨーデル号（弘南バス・ジェイアールバス東北・岩手県北バス・岩手県交通） 17.6万人
    - 五所川原・弘前・東北大鰐 - 盛岡（東北新幹線への接続線）

  - キャッスル号（弘南バス・宮城交通・ジェイアールバス東北） 10.4万人
    - 弘前 - 仙台

  - スカイ号（弘南バス） 1.1万人
    - 青森・弘前 - 上野
- 夜行便
  - ノクターン号（弘南バス・京浜急行バス） 合計8.4万人
    - 五所川原・弘前 - 東京（浜松町・品川）3.0万人
    - 弘前 - 東京（浜松町・品川）3.6万人
    - 弘前 - 東京（浜松町）・横浜 1.7万人

  - パンダ号上野線（弘南バス） 1.0万人
    - 青森・弘前 - 上野

  - パンダ号新宿線（弘南バス）
    - 五所川原・弘前 - バスタ新宿
- 過去に存在した路線
  - 南軽号（南部バス） 0.9万人
    - 弘前 - 八戸（2010年（平成22年）6月27日をもって路線廃止）

### 路線バス
市内の路線バスは全て弘南バスが運行。

#### 一般路線
- 弘前 - 青森空港線
- 弘前 - 浪岡線
- 弘前 - 五所川原線
- 弘前 - 黒石線（日沼経由）
- 弘前 - 黒石線（豊蒔・高田経由）
- 弘前 - 大鰐・碇ヶ関線
- 弘前駅 - 貝沢・十腰内・鰺ヶ沢線（高杉・鬼沢経由）
- 弘前駅 - 貝沢線（糠坪・楢の木経由）
- 弘前駅 - 板柳線（三世寺経由）
- 弘前駅 - 石渡線（浜の町経由）
- 弘前駅 - 岩賀線（城北経由）
- 弘前駅 - 宮園団地線（警察署経由）
- 弘前バスターミナル - 神田線（社会福祉センター経由）
- 弘前駅 - 西目屋村役場線
- 弘前駅 - アクアグリーンビレッジANMON・津軽峠線　＊暗門白神号、夏季運行
- 弘前駅 - 相馬庁舎線
- 弘前駅 - 枯木平線（高岡経由）
- 岳温泉 - 津軽岩木スカイライン線　＊夏季運行
- 弘前駅 - 弥生線（賀田経由）

- 弘前駅 - 葛原線（賀田経由）
- 弘前駅 - 岩木庁舎線
- 弘前駅 - 藤代営業所線（城西大橋経由）
- 弘前駅 - 藤代営業所線（工業高校経由）
- 弘前駅 - 久渡寺線（四中校経由）
- 弘前駅 - 桜ヶ丘線（桔梗野・金属団地経由）
- 弘前駅 - 桜ヶ丘線（桝型・金属団地経由）
- 弘前駅 - 小栗山線（富田大通り経由）
- 弘前駅 - 狼森線（富田大通り経由）
- 弘前駅 - 学園町線（富田大通り経由）
- 弘前駅 - 安原団地線（富田大通り経由）
- 弘前駅 - 座頭石線（松森町・安原団地経由）
- 弘前駅 - 自衛隊線（富田大通り・安原団地経由）
- 弘前駅 - 自衛隊線（門外・安原団地経由）
- 弘前駅 - 弘前営業所線（清原・安原団地経由）
- 弘前駅城東口 - 安原線（アルカディア経由）
- 藤代営業所 - 小栗山線（工業高校・松森町経由）
- 藤代営業所 - 安原団地線（浜の町・富田大通り経由）

#### ミニバス路線
- 弘前バスターミナル - 桜ヶ丘線（市役所・緑ヶ丘経由）
- 弘前バスターミナル - 桜ヶ丘線（城南経由）
- さくら野弘前店 - 桜ヶ丘線（弘前バスターミナル・城南経由）
- 弘前バスターミナル - 土堂線（栄町・浜の町団地経由）
- 弘前バスターミナル - さくら団地線

#### 100円バス路線
- 土手町循環100円バス
- 城東環状100円バス（大町回り）
- 城東環状100円バス（和徳回り）
- 弘前駅城東口環状100円バス
- ためのぶ号 弘前駅 - りんご公園線（津軽藩ねぷた村経由）　＊夏季運行、一部区間は200円

### 道路
- 高速道路
  - E4 東北自動車道
    - 最寄のインターチェンジは大鰐弘前IC（弘前市・大鰐町、大館/盛岡方面）、黒石IC（黒石市、青森市方面）。
- 一般国道
  - 国道7号
  - 国道102号
- 県道
  - 主要地方道
    - 青森県道3号弘前岳鰺ケ沢線
    - 青森県道28号岩崎西目屋弘前線
    - 青森県道30号岩木山環状線
    - 青森県道31号弘前鯵ケ沢線
    - 青森県道35号五所川原岩木線
    - 青森県道37号弘前柏線

  - 一般県道
    - 青森県道109号弘前平賀線
    - 青森県道112号八幡宮線
    - 青森県道125号小友板柳停車場線
    - 青森県道126号久渡寺新寺町線
    - 青森県道127号石川土手町線
    - 青森県道128号松木平撫牛子停車場線
    - 青森県道129号関ケ平五代線
    - 青森県道130号桔梗野富田線
    - 青森県道131号前坂藤崎線
    - 青森県道132号十腰内陸奥森田停車場線
    - 青森県道144号平賀門外線
    - 青森県道204号相馬常盤野線
    - 青森県道260号石川百田線（旧国道7号）
    - 青森県道268号弘前田舎館黒石線（旧国道102号）
- 広域農道
  - 津軽中部広域農道 (やまなみロード)
  - 弘前南部広域農道（アップルロード:正式な路線名は「弘前市道百沢三本柳線」「弘前市道小栗山山下湯口線」「弘前市道下湯口9号線」「弘前市道湯口東線」「弘前市道兼平三本柳線」の5路線）

ほか

## 観光
- サイクルネットHIROSAKI（観光用有料貸自転車）[46]

※ 「重要文化財」は文化財保護法の規定に基づき国（日本国文部大臣）が指定した重要文化財を指す。

### 旧跡・公園・レジャー
- 板石塔婆（中別所字葛野）重要美術品[47]、1288年（鎌倉時代後期）建立。
- 弘前城（弘前公園）（下白銀町）（重要文化財：天守など9棟 [48]）
- 追手門広場
  - 弘前市立観光館・山車展示館
  - ミニチュア建造物群[49]
- 堀越城（国の史跡）
- 津軽藩ねぷた村
- 餓死供養名号塔、餓死供養題目塔 （東和徳町、専修寺）市指定有形文化財、それぞれ、天保の大飢饉、元禄の飢饉の餓死者の供養塔。
- 瑞楽園（宮舘字宮舘沢）名勝[50]
- 揚亀園（亀甲町）登録記念物[51]、大石武学流の作風を伝える近代庭園。
- 旧菊池氏庭園（弘前明の星幼稚園庭園）（紺屋町）登録記念物[52]、大石武学流の作風を伝える近代庭園。
- 成田家庭園 （樹木）県名勝[53]
- 貞昌寺庭園 （新寺町）県名勝[54]
- 藤田記念庭園
- 嶽温泉
- 百沢温泉
- 湯段温泉
- 小栗山温泉
- 津軽岩木スカイライン
- アソベの森 いわき荘
- 星と森のロマントピアそうま[55]
- 弘前城植物園[56]
- 弥生いこいの広場[57]
- 弘前市りんご公園[58]
- 交通広場（城北公園）
- こどもの森[59]
- 市民の森
- 高長根レクリエーションの森（平成29年度をもって営業終了）[60]
- 小栗山農村交流公園
- 蓬莱広場
- 高岡の森弘前藩歴史館

### 社寺
- 最勝院（銅屋町）（重要文化財：五重塔[61]）
- 弘前八幡宮（八幡町）（重要文化財：本殿、唐門[62]）
- 弘前東照宮（笹森町）（重要文化財：本殿[63]）
- 弘前天満宮（西茂森）
- 熊野奥照神社（田町）（重要文化財：本殿[64]）（県重宝：蕨手刀[65]）
- 高照神社（高岡）（重要文化財：本殿等[66]、太刀銘友成作[67]、太刀銘真守[68]）
- 岩木山神社（百沢字寺沢）（重要文化財：楼門[69]、拝殿[70]、本殿、奥門、瑞垣、中門[71]）
- 禅林街（西茂森）
- 誓願寺（新町）（重要文化財：山門[72]）
- 長勝寺（西茂森）（重要文化財：三門[73]、津軽家霊屋[74]、御影堂[75]、本堂、庫裏[76]、銅鐘[77]）（県重宝：三尊仏およびその厨子堂[78]、薬師如来三門本尊[79]、津軽為信木像[80]）（市指定有形文化財：黒門）
- 革秀寺（藤代）（重要文化財：津軽為信霊屋[81] 、本堂[82]）（市指定有形文化財：木造豊太閤座像）
- 栄螺（さざえ）堂 （西茂森）（市指定有形文化財。1839年（天保10年）頃、豪商が寄進。）
- 隣松寺（西茂森）（県重宝：久祥院殿位牌堂[83]）
- 熊野宮（茜町）（県重宝：本殿[84]）
- 巌鬼山神社（十腰内字猿沢）（県重宝：本殿[85]、鰐口 慶長九年奉納銘[86]）
- 袋宮寺 （新寺町）（県重宝：本堂[87]、十一面観世音立像[88]）
- 円明寺（新寺町）（県重宝：本堂[89]）
- 報恩寺（新寺町）（県重宝：本堂[90]）
- 本行寺（新寺町）（県重宝：護国堂[91]）
- 西光寺（新寺町）（県重宝：木彫阿弥陀如来立像[92]）
- 西福寺（新寺町）（県重宝：円空作十一面観音像[93]、円空作地蔵菩薩像[94]）
- 貞昌寺（[新寺町）（市指定有形文化財：木造釈迦涅槃造）
- 大仏院（石川字大仏）（市指定有形文化財：木造十一面観音坐像）
- 乳井神社（乳井字外ノ沢）（市指定有形文化財：社殿（旧毘沙門堂）- 1655年建立、五輪搭 - 鎌倉時代）

### 伝統建築
- 重要伝統的建造物群保存地区 - 弘前市仲町伝統的建造物群保存地区[95]
  - 旧弘前藩諸士住宅（旧笹森家住宅）：国の重要文化財[96] - 18世紀前半 武家住宅
  - 旧伊東家住宅（若党町）：県重宝[97]  - 江戸初頭 藩医住宅
  - 旧岩田家住宅（若党町）：県重宝[98]  - 江戸後期 武家住宅
  - 旧梅田家住宅（若党町）：江戸末期武家住宅
- 石場家住宅（亀甲町）重要文化財[99] 江戸後期 商家
- 旧石戸谷家住宅 （川合岡本）市指定有形文化財、江戸末期の豪農の住宅。
- 揚亀庵（亀甲町）市指定有形文化財 茶室（津軽藩ねぷた村内）

### 洋風建築
（年代順）
- 旧「角三」呉服店店舗（現・弘前市（百石町展示館]）（百石町）1883年（明治16年）。
- 旧青森県尋常中学校本館（現鏡ヶ丘記念館）（新寺町）県重宝[100]、1894年（明治27年）。
- 旧東奥義塾外人教師館 （追手門広場内、下白銀町）県重宝[101]、1903年（明治36年）。
- 旧第五十九銀行本店本館（現・青森銀行記念館）（元長町）重要文化財[102]、1904年（明治37年）。堀江佐吉設計。
- 日本基督教団弘前教会教会堂 （元寺町）県重宝[103]、設計は櫻庭駒五郎、施工は堀江佐吉の子、斎藤伊三郎。1906年（明治39年）。
- 旧弘前市立図書館 （追手門広場内、下白銀町）県重宝[104]、1906年（明治39年）。堀江佐吉ほか。
- 弘前学院外人宣教師館 （稔町）重要文化財[105]、1906年（明治39年）。設計・施工は櫻庭駒五郎
- 旧弘前偕行社（現・弘前女子厚生学院）（御幸町）重要文化財[106]、1907年（明治40年）。堀江佐吉設計。
- カトリック弘前教会教会堂 （百石町）1910年（明治43年）。オージェ神父の設計、施工は横山常吉（堀江佐吉の弟）。
- 旧第八師団長官舎（現・弘前市長公舎）（上白銀町）登録有形文化財[107]。1917年（大正6年）竣工。
- 日本聖公会弘前昇天教会教会堂 （山道町）県重宝[108]、1920年（大正9年）。設計はジェームズ・M・ガーディナー。施工は林緑。
- 旧藤田家別邸（藤田記念庭園洋館）（上白銀町）登録有形文化財：洋館[109]、1921年（大正10年）。
- 旧制弘前高等学校外国人教師館 （文京町）登録有形文化財[110]、1925年（大正14年）。
- 旧弘前無尽社屋（三上ビル）（元寺町）登録有形文化財[111]。1927年（昭和2年）、アールデコ調。

### 近代建築（前川國男設計）
- 木村産業研究所（在府町）登録有形文化財[112]、1932年（昭和7年）。
- 弘前中央高校講堂 （蔵主町）1954年（昭和29年）。
- 弘前市役所庁舎 （上白銀町）1958年（昭和33年）。
- 弘前市民会館 （弘前公園内、下白銀町）1964年（昭和39年）。
- 弘前市立病院 （大町）1971年（昭和46年）。
- 弘前市立博物館 （弘前公園内、下白銀町）1976年（昭和51年）。
- 弘前市緑の相談所 （弘前公園内、下白銀町）1980年（昭和55年）。
- 弘前市斎場 （常盤坂）1983年（昭和58年）。

### 古木・並木
- 大杉（十腰内字猿沢、巌鬼山神社）県天然記念物[113]、推定樹齢1,000年。岩木山神社の縁起によれば、同神社は、寛治5年（1091年）にここから移ったもの。
- 燈明杉（大沢字堂ヶ平）県天然記念物[114]、推定樹齢700年。この地は修験道ゆかりの地で、歴史は800年以上さかのぼると伝えられている。
- 向外瀬のモクゲンジ（センダンバノボダイジュ）（向外瀬）県天然記念物[115]、弘前藩の御薬園の証拠と考えられている。
- 天満宮のシダレザクラ（西茂森、天満宮）県天然記念物[116]、樹齢は少なくとも500年以上で、シダレザクラとしては県内最古級。
- 鬼沢のカシワ（鬼沢字猿沢、鬼神社）県天然記念物[117]、大山祇神社の神体。
- 正徳5年のカスミザクラ（弘前公園内、下白銀町）
- 日本最古のソメイヨシノ（弘前公園内、下白銀町）
- 日本最大幹周のソメイヨシノ（弘前公園内、下白銀町）
- 百沢街道および高岡街道の松並木 （百沢・高岡ほか）県天然記念物[118]、百沢寺（現・岩木山神社）への参詣道および高岡霊社（現・高照神社）への参拝道として発達。

### 道の駅・産地直売所
- 道の駅ひろさき サンフェスタいしかわ
- JAつがる弘前グリーンハウス かあさんの店
- JAつがる弘前 ひろさき新鮮組（津軽藩ねぷた村内）
- JAつがる弘前直売所アグリマーケット 四季彩館
- JA相馬村特産物直売センター「林檎の森」[119]
- JA津軽みらい りんご直売所 林檎屋（津軽藩ねぷた村内）
- ANEKKO総合交流拠点施設直売所 野市里
- 弘前西地区直売所 わいわい広場

### 祭事

#### 弘前四大まつり
- 弘前さくらまつり（4月下旬 - 5月上旬） - さくらは旧市の「木」でもある。
- 弘前ねぷたまつり（8月1日 - 7日）：重要無形民俗文化財・日本の音風景100選
- 弘前城菊と紅葉まつり（10月中旬 - 11月上旬）
- 弘前城雪燈籠まつり（2月中旬）

#### その他のまつり・イベント
- 鬼沢のハダカ参り（2月初旬） - 鬼神社 市無形民俗文化財
- じょっぱれ弘前春ねぷた（4月下旬・5月上旬、2008年までさくらまつり期間中の2日間に運行されていたが近年は休止されている） - 土手町通り
- 津軽三味線全国大会（5月上旬） - 弘前市民会館
- 津軽五大民謡大会（5月5日） - 弘前市民会館
- 岩木全国凧揚げ大会（5月上旬） - 岩木B&G海洋センター
- 津軽路ロマン国際ツーデーマーチ（5月上旬 - 中旬）
- 全日本リンゴ追分コンクール（5月中旬）
- 宵宮（6月上旬 - 9月）
- ひろさき市民花火の集い（6月中旬） - 岩木川河川敷・運動公園
- よさこい津軽（6月下旬） - 土手町通り
- 星まつりinそうま（7月中旬） - 星と森のロマントピアそうま
- （百石町納涼夜店まつり（7月下旬） - 百石町通り
- ファッション甲子園・全国高等学校ファッションデザイン選手権大会（8月中）
- 駅前さまーふぇすた（8月中 - 下旬） - 駅前通り
- お山参詣（9月初旬、旧暦8月1日） - 重要無形民俗文化財
- カルチュアロード（9月上旬） - 土手町通り
- ひろさきりんご収穫祭（9月下旬） - りんご公園
- 津軽の食と産業まつり（10月中旬） - 克雪トレーニングセンター
- ひろさきりんごハロウィン（10月下旬） - 駅前
- 弘前エレクトリカルファンタジー（12月1日 - 2月末） - 市役所・追手門広場 - 土手町 - 弘前駅前周辺（イルミネーションと洋館ライトアップ）
- ろうそくまつり（旧暦1月15日） - 沢田地区

### 名産・銘菓
- 弘前りんご
- 飛馬りんご
- シードル（リンゴ酒）
- 嶽きみ（嶽地区名産のトウモロコシ）
- 弘前在来トウガラシ商品名は「清水森ナンバ」（唐辛子）
- つがる漬
- 竹流し
- うんぺい
- バナナ最中
- 縄かりんとう
- 黄金焼（こがねやき:「おやき」「がめこ餅」と呼ばれることもある）
- 卍最中
- いのち

### 伝統料理
- けの汁
- じゃっぱ汁
- 棒タラとフキの煮つけ
- 竹の子と身欠きニシンの炒め物
- イカと大根の煮つけ
- 竹の子の田楽
- 貝焼き味噌
- 大根の葉巻き
- しそ巻き梅・杏
- タラの子和え
- 沢藻だしの塩辛
- 身欠きニシンの飯ずし
- マタギ飯

### 伝統工芸品
- 青森県指定伝統工芸品のうち弘前市内で指定されている物（2012年6月27日時点[120]）
  - 津軽塗
  - 津軽焼
  - 津軽竹籠
  - 津軽凧
  - 津軽打刃物
  - 津軽桐下駄
  - 津軽裂織
  - 下川原焼土人形（はと笛）
  - あけび蔓細工
  - 弘前こけし・木地玩具
  - こぎん刺し
  - 太鼓
- その他
  - ブナコ
  - あけびづる細工
  - 金魚ねぷた

### 名水
- 御膳水（吉野町）明治天皇の弘前巡幸の際、料理や茶に使われ、御膳水と言われる。
- 富田の清水（しつこ）（吉野町）名水百選
- 御茶水（石川字西ノ沢2-114） 弘前と大鰐の境界にある尾開山の中腹にある。明治天皇がお茶を飲んだ。
- 清水観音水 （桜庭字外山948）清水観音と呼ばれていたが、神仏分離で多賀神社となった。
- 堂ヶ平桂清水（どうがたいかつらしみず）（大沢堂ヶ平）修験の地。
- 御神水（百沢）岩木山神社の楼門の手前左奥にある。
- 小杉沢の湧水（百沢東岩木山）
- 羽黒神社霊泉（宮地字宮本350）目の病が治ると言われる。

### コラボ企画
- 2016年、TVアニメ『ふらいんぐうぃっち』と弘前ねぷたまつりとのコラボレーション企画を実施[121]。
- 2024年、TVアニメ『じいさんばあさん若返る』とのコラボプロジェクトを平川市とともに実施。その第1弾として、作中でも登場する弘南鉄道とのラッピング車両の運行を実施[122]。

## スポーツ
- 弘前アレッズ：野球
- ブランデュー弘前FC：サッカー
- スポネット弘前：スポーツ総合
- 弘前城リレーマラソン
- 弘前・白神アップルマラソン

## 弘前を舞台にした作品
- テレビドラマ
  - いのち （1986年）
  - 津軽海峡ミステリー航路3 弘前 - 函館殺人海道 （2004年）
  - 私の青空2002 （2002年）
- 映画
  - リンゴ園の少女 （1952年）
  - 青い山脈
  - 男はつらいよ 奮闘篇 （1971年）
  - 八甲田山 （1977年）
  - 刑事物語2 りんごの詩 （1983年）
  - 夢の祭り （1989年）
  - 満月 MR.MOONLIGHT （1991年）
  - 津軽百年食堂 （2011年）
  - 星守る犬 （2011年）
  - りんごのうかの少女 （2012年）
  - 奇跡のリンゴ （2013年）
- 歌謡曲
  - エレクトリックおばあちゃん - ザ・スパイダース（1970年）
  - あゝ弘前城 - 春日八郎（1974年）
  - 弘前の女 - 三橋美智也（1976年）
  - 弘前城桜吹雪 - 佐藤通弘（2004年）
  - ねぷた〜祭魂〜 - 木田俊之（2006年）
  - 夜桜しぐれ - 川野夏美（2008年）
  - 風の津軽 - 松村和子（2008年）
  - 弘前みれん - 石沢正治（2009年）
  - 弘前慕情 - 西川ひとみ（2013年）
  - 津軽さくら物語 - 川中美幸（2017年）
  - 百年桜 - 吉幾三（2020年）
- 小説
  - あん火 - 佐藤紅緑
  - 父の葬式 - 葛西善蔵
  - やり・へら・にっこ - 安岡章太郎
  - 空と山の間 - 田澤拓也
  - 津軽太平記 - 獏不次男
  - 私の胸には蝮が宿り - 長坂秀佳
  - 津軽 - 太宰治
  - 青い山脈 - 石坂洋次郎
  - わが日わが夢 - 石坂洋次郎
  - 津軽百年食堂 - 森沢明夫
  - 魔弾の射手 - 高木彬光
- 漫画
  - ふらいんぐうぃっち - 石塚千尋
  - 幼なじみになじみたい - 新挑限
  - じいさんばあさん若返る - 新挑限
- テレビアニメ
  - ふらいんぐうぃっち（2016年、日本テレビほか）[123]
  - じいさんばあさん若返る（2024年、AT-Xほか）[124]
- 地域おこし
  - 『超城合体タメノブーンV』（2016年）-弘前市が企画した市民参加型プロジェクトで誕生した巨大ロボットキャラクター[125][126]。

## 出身有名人

### 政治・行政
- 珍田捨巳 - 外交官、侍従長、枢密顧問官、牧師
- 須藤明夫 - 内閣官房内閣総務官室内閣総務官[127]
- 藤田謙一 - 実業家、貴族院議員
- 松木彦右衛門 - 貴族院多額納税者議員
- 宮本甚兵衛 - 貴族院多額納税者議員
- 彌冨啓之助 - 人事官
- 三上隆雄 - 元参議院議員
- 山内弘 - 元衆議院議員
- 下田敦子 - 元参議院議員、教育家
- 岡田華子 - 衆議院議員、弁護士

### 文化人
- 赤羽尭 - 作家
- 阿保順子 - 看護学者
- 石坂洋次郎 - 作家
- 石塚千尋 - 漫画家
- 一戸謙三 - 詩人
- 薄田斬雲 - 小説家、ジャーナリスト
- 長部日出雄 - 作家
- 川口淳一郎 - 宇宙工学者
- 鎌田慧 - ジャーナリスト、ノンフィクション作家
- 梶浦桂司 - 商法学者、札幌大学元教授
- 菊岡久利 - 詩人
- 菊池俊輔 - 作曲家・作曲家になる前は、弘前市の臨時職員を務めた事もある。
- 木村繁 - 作曲家、元青森中央短期大学学長
- 陸羯南 - ジャーナリスト
- 工藤甲人 - 日本画家（名誉市民）
- 黒木あるじ - 怪談作家
- 今官一 - 作家
- 今純三 - 洋画家
- 今和次郎 - 民俗学研究者
- 佐藤紅緑 - 作家、俳人
- 佐野ぬい - 画家
- 佐藤真 - 映画監督
- 澤田サンダー - 脚本家、原作者
- 沢田ひろふみ - 漫画家
- 鈴木キサブロー - 作曲家
- 高木恭造 - 詩人
- たむらまさき - 撮影監督
- 寺山修司 - 劇作家
- 奈良岡正夫 - 洋画家（名誉市民）※奈良岡朋子の父
- 奈良美智 - 美術家
- 成田達輝 - ヴァイオリニスト。両親の故郷の弘前市で生まれ、山形県・北海道・群馬県で育つ
- 鳴海要 - 陶芸家
- 根深誠 - ルポライター
- 野崎孝 - 翻訳家（20世紀最大の名著、J・D・サリンジャーのライ麦畑でつかまえてを翻訳したことで知られる。)
- 福士幸次郎 - 詩人
- 馬淵テフ子 - 海外飛行を実現した日本初の女性パイロット、円盤投げ選手
- 三浦徳子 - 作詞家
- 三浦雅士 - 編集者、文芸評論家
- 三浦哲郎 - 作家
- 米塚尚史 - 特殊造形アーティスト
- 長谷川演 - 建築・インテリアデザイナー

### 芸能・マスコミ
- ASAKI - ギタリスト、ミュージシャン（AGE of PUNK、BUG、vez、GUNIW TOOLS、ROLL-B DINOSAUR
- 椛島光 - 女優
- 亜蘭知子 - シンガーソングライター、作詞家、エッセイスト
- 新井浩文 - タレント
- 井沢八郎 - 歌手
- 一戸愛子 - 元グラビアアイドル
- 一戸友里 - タレント
- 伊藤高史 - 俳優
- 伊奈かっぺい - タレント
- 今井文也 - 声優
- Mark.N - ボーカリスト、ギタリスト、ミュージシャン（ブレインコミックス）
- オノチン - ギタリスト、ミュージシャン（オナニーマシーン）
- 金子ひろこ - タレント（『恋のから騒ぎ』元メンバー）
- 副島萌生 - アナウンサー (NHK)
- 鎌田紗綾 - アナウンサー（富山テレビ）
- KIM - ミュージシャン（Hi-Fi CAMP）
- くどうべん - シャンソン歌手
- 鹿内美沙 - アナウンサー（中京テレビ）
- 神敏将 - 俳優、歌手
- 鈴木正幸 - タレント
- 虎谷温子 - アナウンサー（読売テレビ）
- 綱川和夫 - アナウンサー（青森放送）
- 山内千代子 - アナウンサー（青森放送）
- 西尾夕紀 - 演歌歌手、タレント
- 和嶋慎治 - ギタリスト、ミュージシャン（人間椅子）
- 鈴木研一 - ベーシスト、ミュージシャン（人間椅子）
- 花田凌南 - アナウンサー（岩手めんこいテレビ）
- HISASHI - ギタリスト、ミュージシャン（GLAY）
- ビートまりお - 同人音楽グループ（COOL&CREATE）
- 福士秀樹 - ナレーター、声優
- 松山牧子 - アナウンサー（NHK青森放送局）
- 森大河 - 俳優
- りんご娘 - アイドルグループ
- アルプスおとめ - アイドルグループ
- ライスボール - アイドルグループ
- Local Sound Style - バンド
- 三津谷亮 - 俳優
- 立石勝規 - 新聞記者、ドキュメンタリー作家
- こさぶろう - お笑い芸人（キューティーブロンズ）
- じろう - お笑い芸人（シソンヌ）、俳優、脚本家
- サイトウナオキ - お笑い芸人（元ゾフィー）
- 相馬千恵子 - 女優
- 奈良未遥 - アイドル（元NGT48）
- 對馬優菜子 ‐ アイドル（元NGT48）
- 王林 - 女性タレント・アーティスト[128]
- 小田桐ななさ - アイドル（可憐なアイボリー）
- SUSURU - ラーメンレビューYouTuber (SUSURU TV.)
- 梅原大吾 - プロゲーマー

### スポーツ選手
- 初代若乃花幹士 - 元力士（名誉市民）
- 貴ノ花利彰 - 元力士
- 外ヶ濱弥太郎 - 元力士
- 大瀬川半五郎 - 元力士
- 若の里忍 - 元力士
- 岩木山竜太 - 元力士
- 若三藤成豊 - 元力士
- 寶智山幸観 - 元力士
- 四季の花範雄 - 元力士（出生は北海道稚内市）
- 渋谷誠司 - 元プロ野球選手（アトムズ投手）
- 葛西稔 - 元プロ野球選手（阪神タイガース投手）
- 外崎修汰 - プロ野球選手（埼玉西武ライオンズ内野手）
- 齋藤誠哉 - 元プロ野球選手（福岡ソフトバンクホークス投手）
- 藤田航生 - 元プロ野球選手（埼玉西武ライオンズ投手）
- 中田歩夢 - プロ野球選手（読売ジャイアンツ内野手）
- 赤石光生 - レスリング選手
- 船木誠勝 - プロレスラー
- 斎藤春香 - ソフトボール選手
- 成田諒介 - サッカー選手（ヴァンラーレ八戸）
- 前田光世 - 柔道家
- 木村公宣 - アルペンスキー選手
- 三浦数馬 - プロボクサー、第33代日本スーパーバンタム級チャンピオン
- 田沢広也 - プロボウラー
- 中村智 - プロボウラー
- 奈良国雄 - プロボウラー
- 工藤篤 - 騎手（ばんえい競馬）
- 中島秀徳 - プロゴルファー

### その他
- 高杉年雄 - 医師、生活習慣病研究の権威
- 中村良三 - 大日本帝国海軍大将
- 本多庸一 - 宗教家、教育者、牧師、教会監督
- 中田重治 - 宗教家、牧師、教会監督
- 福井資明 - 将棋棋士
- 工藤紀夫 - 囲碁棋士
- 行方尚史 - 将棋棋士
- 阿部光瑠 - 将棋棋士
- 木村秋則 - 無農薬農法開発者、りんご農家